# Слосман, Вениамин Менделеевич
Вениами́н Менделеевич Сло́сман (2 сентября 1920, Мена, Черниговская губерния — 23 апреля 1997, Курган) — советский железнодорожник. Начальник Курганского отделения Южно-Уральской железной дороги (1958—1993).

## Биография
Вениамин Менделеевич (Менделевич; в быту Михайлович) Слосман родился 2 сентября 1920 года в местечке Мена Менской волости (укр. Менська волость) Сосницкого уезда Черниговской губернии Украинской ССР, ныне город — административный центр Менской городской общины Корюковского района Черниговской области Украины.
Семья переехала в Ленинград, где в 1937 году он поступил Ленинградский институт инженеров железнодорожного транспорта, окончив его в блокадном 1942 году. В студенческие годы занимался волейболом, имел первый спортивный разряд; в 1937 году стал чемпионом Ленинграда.
Трудовую деятельность начал на Омской железной дороге инженером на станции Татарская (город Татарск, Новосибирская область). Затем работал начальником станции Московка (город Омск), заместителем начальника Омского отделения движения, начальником станции Омск-Сортировочный.
С 1947 года работал на Южно-Уральской железной дороге: заместитель начальника станции Карталы; начальник станции Магнитогорск; начальник отдела эксплуатации — заместитель начальника Златоустовского отделения; начальник отдела эксплуатации — заместитель начальника Синарского отделения; старший диспетчер, начальник грузового отдела, начальник отдела эксплуатации — заместитель начальника Карталинского отделения.
В 1957 году Слосман был назначен заместителем начальника Курганского отделения Южно-Уральской железной дороги, а в 1958—1993 годах возглавлял работу этого отделения. Под его руководством Курганское отделение дороги более 30 раз становилось победителем во Всесоюзном социалистическом соревновании железнодорожников, в 1968 году отделение получило почётное звание «Предприятие высокой культуры производства».
С мая 1993 года был начальником социальной сферы Курганского отделения Южно-Уральской железной дороги
Вениамин Менделеевич Слосман умер 23 апреля 1997 года в городе  в городе Кургане Курганской области. Похоронен на Новом Рябковском кладбище города Кургана Курганской области.

## Награды
- Орден Ленина (1986)
- Орден Трудового Красного Знамени (трижды: 1959, 1966, 1976)
- Орден «Знак Почёта» (1971)
- Премия Совета Министров СССР (1984)
- Заслуженный работник транспорта РСФСР (1980)
- Значок «Почётному железнодорожнику» (1957)
- Знак «Почётный железнодорожник» (1985)
- Нагрудный знак «Изобретатель СССР» (1979)
- Звание «Лучший изобретатель железнодорожного транспорта» (1974)
- Золотая медаль ВДНХ (1984)
- Серебряная медаль ВДНХ (1968)
- Знак «Ударник Социалистического призыва»[7]
- Почётный гражданин Курганской области (20 марта 2006 года, посмертно)

## Память
- Привокзальная площадь города Кургана переименована в площадь Слосмана 16 сентября 2000 года[1][8].
- Обелиск В.М. Слосману, город Курган, площадь Слосмана, установлен в 2000 году[9] — 55°26′27″ с. ш. 65°19′11″ в. д.HGЯO
- Мемориальная доска на доме где он проживал с 1976 года, город Курган, ул. Кирова, 115а, открыта 2 сентября 2020 года[10] — 55°26′26″ с. ш. 65°19′36″ в. д.HGЯO
- Волейбольный турнир в городе Кургане[11], проводится с 1997 года

## Семья
Родители умерли в блокадном Ленинграде.
Жена — Татьяна Семёновна, дочери Алла и Евгения.